# پیچک سمی: اغوای جدید
پیچک سمی: اغوای جدید (انگلیسی: Poison Ivy: The New Seduction) فیلمی در ژانر و است که در سال ۱۹۹۷ منتشر شد. از بازیگران آن می‌توان به جیمی پرسلی، گرگ وان، سوزان تایرل، سوزان وارد، و شانا موکلر اشاره کرد.

## خلاصه داستان
«وایولت» خواهر «پیچک» به دیدن اهالی منطقه «گیر» می‌رود. پس از مدتی کوتاهی او دست به نابودی خانواده می‌زند و ترس و وحشت را به آنها انتقال می‌دهد…